# Electra scuticifera
Electra scuticifera är en mossdjursart som beskrevs av Nikulina 2008. Electra scuticifera ingår i släktet Electra och familjen Electridae. Inga underarter finns listade i Catalogue of Life.